# Alfons av Jaén
Alfons av Jaén, född 1330,  död 1388, var en spansk biskop och Heliga Birgittas biktfader.
Alfons härstammade från Kastilien och blev 1359 biskop av Jaén. 1368 avsade han sig biskopsstolen och övergick till eremitlivet. Lockad av ryktet om Birgitta, som vid denna tid uppehöll sig i Rom, uppsökte han henne och blev hennes biktfader. Enligt en uppenbarelse, som Birgitta fått, erhöll Alfons i uppdrag att efter hennes död redigera hennes skrifter. Hans andel i det skick som dessa är kända, har varit omtvistad. I varje fall kan urskiljandet av de uppenbarelser, som behandlar kungar och furstar, till en särskild bok, senare kalla den 8:e, tillskrivas hans insats. Till den boken har han författat en intressant inledning, som bland annat innehåller en karakteristik av Birgittas uppenbarelser.